# Habitus (sociologie)
În medicină, conceptul de habitus se referă la aspectul exterior al unui individ, cuprinzând atât elemente statice (atitudinea, poziția capului) cât și dinamice (mimica, tipul respirației etc.).
Servește drept criteriu de apreciere a stării de sănătate, a unei eventuale afecțiuni sau a unei predispoziții morbide, exemple: habitus ftizic, habitus apoplectic etc.
Habitus este un concept complex care, în mod restrictiv, poate fi înțeles ca o structură a minții caracterizată de un set de elemente și trăsături dobândite într-o comunitate: scheme, sensibilitați, dispoziții și gust. În existența concretă și cotidiană, elementele particulare care formeaza habitus-ul sunt rezultatul reificării structurii sociale la nivelul subiectivității individuale. Aceasta face ca habitus-ul sa fie, prin definiție, izomorf cu condițiile structurale în care a apărut. 
Conceptul de habitus a fost folosit încă din antichitate, dar în uzul actual a fost introdus de Marcel Mauss și reelaborat mai târziu de Pierre Bourdieu. Cel din urmă dezvoltă noțiunea de Habitus explicând dependența acesteia de istorie și de memoria umana. De exemplu, un anumit comportament sau o anumită credință devine parte a structurii unei societăți când scopul original al acelui comportament sau al acelei credințe nu mai poate fi reamintit (nu mai exista în memoria indivizilor respectivei societați) și devine socializat în respectiva cultura. 

## Originea conceptului
Habitus este un vechi concept filozofic, ale cărui origini se găsesc în gândirea lui Aristotel, a cărui noțiune de hexis („stare”) a fost tradusă prin habitus („habitudine, obișnuință”) de către scolasticii medievali. Cu toate acestea, hexis nu poate fi redusă la o simplă habitudine deoarece, chiar dacă obișnuințele pot fi puternice, ele nu se înscriu în însăși esența ființei. Doar cunoașterea profundă, autentică poate permite mobilizarea sufletului uman în toată plenitudinea sa, iar acest tip de cunoaștere e asociat de Aristotel virtuții. În Etica Nicomahică, Aristotel identifică virtutea morală cu hexis.
Toma de Aquino utilizează termenul de habitus pentru a se referi la interiorizarea de către subiect a perfecțiunii către care subiectul aspiră și care se revelează în activitățile practice. 
Marcel Mauss folosește pentru prima dată conceptul într-un eseu despre „tehnicile corpului”, Les techniques du corps. Habitus este un principiu important în viziunea maussiană a „omului total” (care se înscrie în aceea a „faptului social total”). Mauss vede în habitus un „conector” care înglobează diverse dimensiuni de ordin fizic, psihic, social și cultural, antropologul francez amorsând astfel o cercetare multifactorială transversală a omului și a faptelor sociale generate de om. Potrivit lui Mauss, habitus-ul este format din acele aspecte ale culturii care sunt ancorate în practicile corporale cotidiene ale indivizilor, grupurilor, societăților. Habitus-ul include totalitatea obiceiurilor, a tehnicilor și a stilurilor corporale (mimică, gestică etc.), a gusturilor și a altor cunoștințe non-discursive întâlnite într-un grup specific.
În Procesul civilizării și în Societatea indivizilor, Norbert Elias utilizează termenul latinesc de habitus pentru a evoca o „amprentă” de tip social lăsată în personalitatea individului de către diversele configurații (sisteme de interdependență) în sânul cărora acesta trăiește și acționează. Conceptul este de asemenea prezent în scrierile lui Max Weber și ale lui Edmund Husserl.

## Habitus în accepția lui Bourdieu

Spațiul social și practicile sociale potrivit lui Pierre Bourdieu. (fr)

Noțiunea de habitus a fost popularizată de sociologul Pierre Bourdieu. În accepția lui Bourdieu, habitus este faptul de a socializa. Habitus-ul permite individului să se miște în lumea socială și să o interpreteze într-o manieră care pe de o parte îi este proprie, iar pe de altă parte este comună membrilor categoriilor sociale din care face parte individul. Rolul socializării primare (copilărie, adolescență) și secundare (vârsta adultă) este foarte important în structurarea habitus-ului: prin mijlocirea acestor achiziții comune de capital social, comportamentele, gusturile și „stilurile de viață” ale indivizilor care aparțin acelorași clase sociale se pot apropia ducând la formarea unui habitus de clasă. Fiecare dintre socializările trăite va fi încorporată (experiențele diferind de la o clasă socială la alta), ceea ce va duce la formarea grilelor de interpretare pe baza cărora individul se comportă în lume. Habitus-ul este astfel matricea comportamentelor individuale, ceea ce implică negarea unui determinism supra-individual (determinismul existând în funcție de indivizi). Acest habitus influențează toate domeniile vieții (alimentație, cultură, muncă, educație, consum, petrecerea timpului liber...)

## Habitus etnic
Habitus etnic este un ansamblu de habitudini, de dispoziții dobândite și de practici caracteristice unui anumit grup etnic dintr-o societate multietnică și / sau multirasială. Spre exemplu, habitus-ul etnic este sesizabil cu o relativă facilitate în diferențele comportamentale observate la indivizii (sau la grupurile de indivizi) care se intersectează în marile aeroporturi.
Habitus-ul etnic nu ține doar de gusturile valorizate în respectivul grup etnic, ci și de poziția socială a grupului față de alte grupuri. Toate acestea influențează felul de a fi, de a gândi și de a acționa a unui membru aparținând unui grup etnic, chiar dacă respectivul individ nu a căutat sa-și amplifice semnele vizibile ale apartenenței sale la un anumit grup. 
Din acestea decurg noțiunile de non-alegere individuală și colectivă a habitus-ului etnic, precum și noțiunile corelative de amplificare sociologică voluntară și involuntară. 
Habitus-ul etnic poate fi exprimat, de exemplu, de raporturile de seducție între membrii diferitelor grupuri etnice: un comportament tip al unui grup etnic A poate fi socialmente valorizat de către celelalte grupuri etnice care văd respectivul comportament într-o grilă socioculturală. Or, dacă un membru X al unui grup B încearcă să preia comportamentul grupului A, s-ar putea ca el să fie respins de către ceilalți membri ai grupului B, sau să fie considerat bizar deoarece X nu corespunde etnic acelei norme sociale de comportement. 